# Анастасій Кримка
Анастасій Кримка (Anastasie Crimca; нар. близько 1560 р., Сучава — пом. 19 січня 1629 р., Сучава) — митрополит Молдови та один із культурних людей на межі XVI—XVII століть.

## Життєпис

### Сім'я
Анастасій Кримка народився близько 1560 р. у Сучаві. Він був сином багатого купця із Сучави, небожем відомих строїцьких бояр, можливо, племінником боярина Луки Строїча. Свого батька він назвав Іоном, а матір — Христиною (яка померла 14 грудня 1594 року, похована в старій церкві в Петрауці поблизу Сучави).

### Церковне життя
Документ, у якому воно вперше з'являється у лютому 1587 року, — це дарча грамота володаря Петру Шиопу «Ілі, сину Кримського дин Сучави» з угорських селештів на річці Сучава за його участь у відбитті нападу козаків на Молдову. Тут він сертифікований як «Ілійський диякон». Через два роки, на його прохання, власність була змінена на маєток Драгомирешть, де мав бути заснований майбутній монастир.
1599 року він був священиком при королівській церкві (церква Вознесіння) у Сучаві. Дата вступу в чернецтво (в монастир Путна) невідома.
Під час правління в Молдові Михайла Хороброго Анастасій обраний єпископом Редеуцільським (червень 1600 р.). У вересні 1600 року він втратив кафедру і перебрався у свій маєток Драгомирешть поблизу Сучави. 1602 року він заснував (разом з братами Лупу та Сіміоном Стройцями) невелику церкву, яка потім стала лікарнею, а згодом монументальний храм монастиря, який буде називатися Драгомирна, присвячений «Зісланню Святого Духа», один з найважливіших архітектурних творінь початку модерної епохи на румунському просторі.
Навесні 1606 року обраний єпископом Романським, а навесні 1608 року — митрополитом Молдавським, з резиденцією в Сучаві. Тут він пастирював до самої смерті (з перервою в 1617–1619 рр.).
Як митрополит вживав заходів для кращого розвитку монастирського життя та звільнення церковнослужителів від сплати податків, виступав проти поклоніння чужоземним монахам і проти іноземних монахів у монастирях Молдавії (переважно греків).
Він виконав дві дипломатичні місії в Польщі, доручені панами країни; заснував власним коштом лікарню в Сучаві (1619 року), що стало першим документальним свідченням у міському середовищі Молдови. Особливо дбав про свою фундацію Драгомирна.
Тут він створив справжню школу каліграфів-мініатюристів, а сам Кримка був обдарований особливим художнім талантом. Існує схожість між живописним оздобленням церкви та мініатюрами, що підкреслює вплив, який він справив на стінопис Драгомирни.
Відомо понад 25 рукописів його часу, більшість з яких прикрашені мініатюрами: 3 тетраєвангелія, 3 літургії та псалтир у Драгомирні, а решта (культові книги, житія святих тощо) у бібліотеках за кордоном (7 у Москві, 3 у Санкт-Петербурзі, 3 у Львові, 1 у Відні та ін.). У Національній бібліотеці у Варшаві Воронезьке Євангеліє зберігається з 1946 року.
Рукописи з Румунії: Апостол з Відня та Тетраєвангеліє зі Львова містять понад 250 мініатюр (біблійних сцен і портретів), а також фронтиспіси та прикрашені ініціали і 15 автопортретів митрополита або його учнів.
Анастасій помер 19 січня 1629 року у Сучаві, похований у Драгомірні.

## Зображення

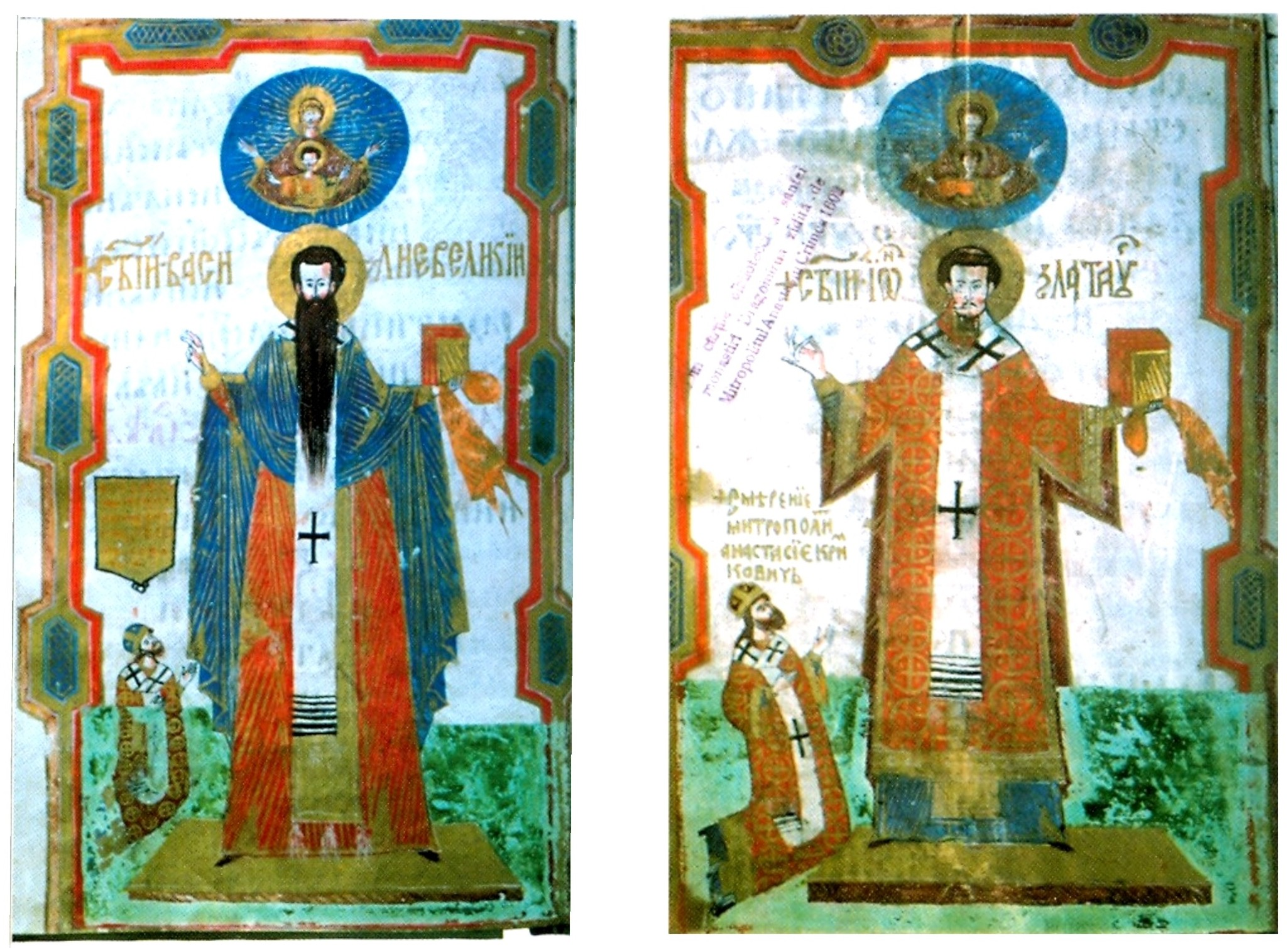
Святі Василій Великий та Іван Золотоустий з портретом Кримки (внизу ліворуч)
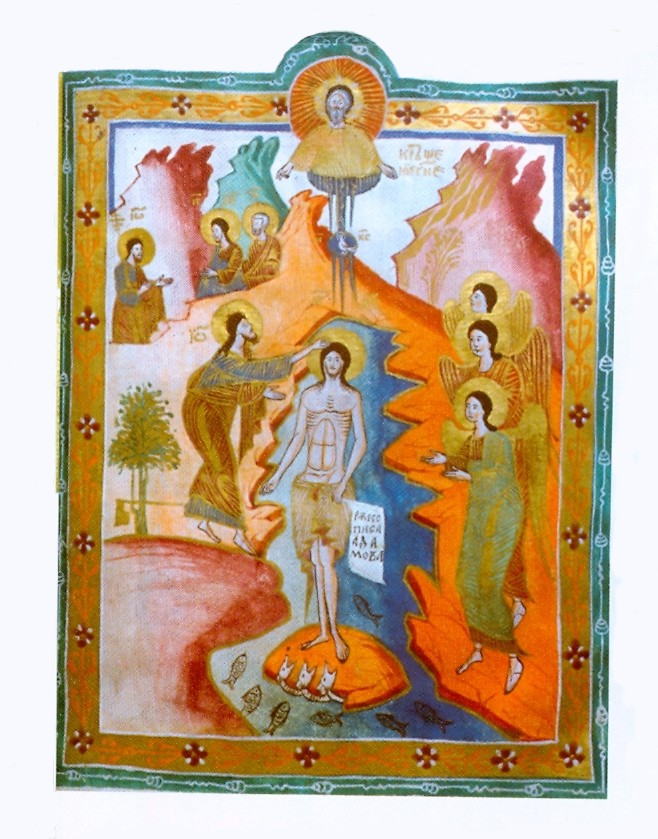
Хрещення Христа, ілюстрована сторінка з Тетраєвангелія 1609 року
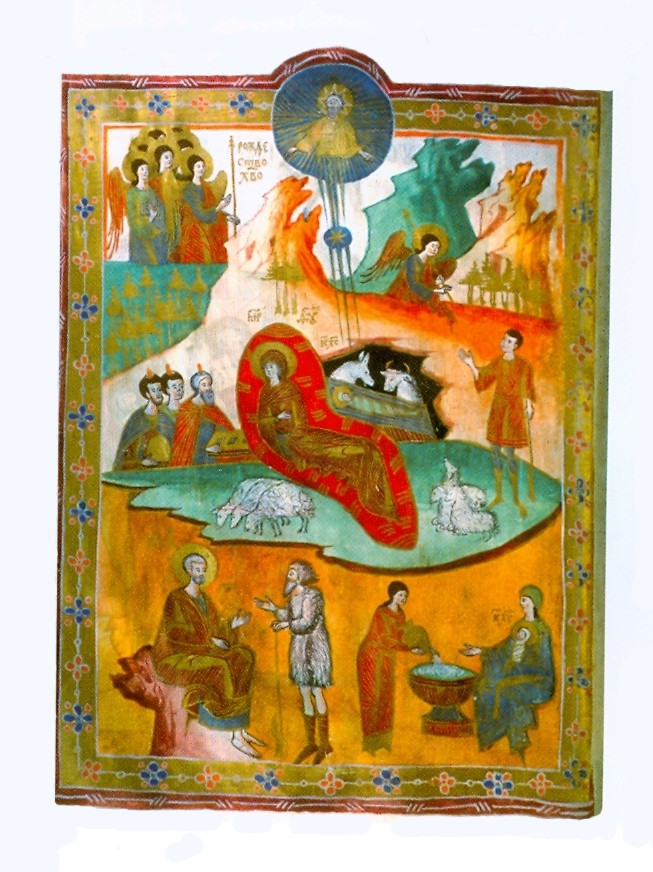
Різдво Христове, ілюстрована сторінка з Тетраєвангелія 1609 року
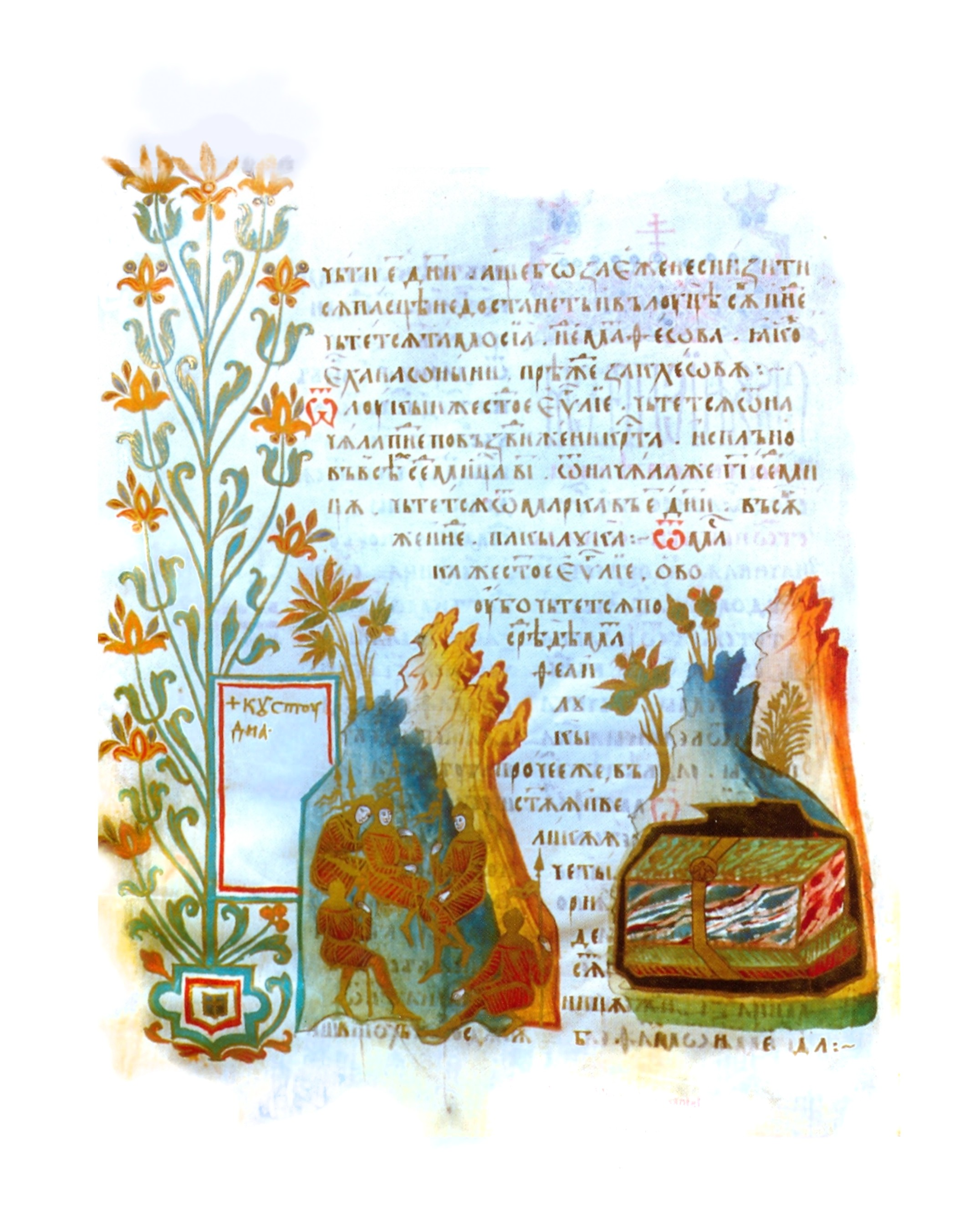
Воїни, що охороняють Гріб Господній, мініатюра з Тетраєвангелія 1609 року
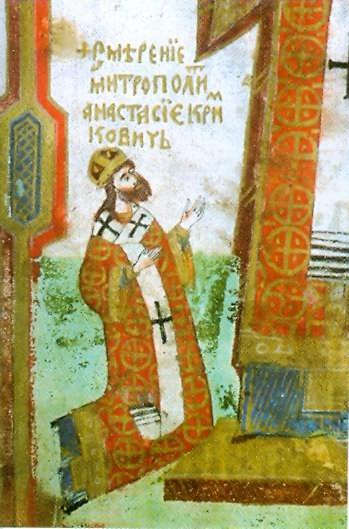
Анастасій Кримка - портрет
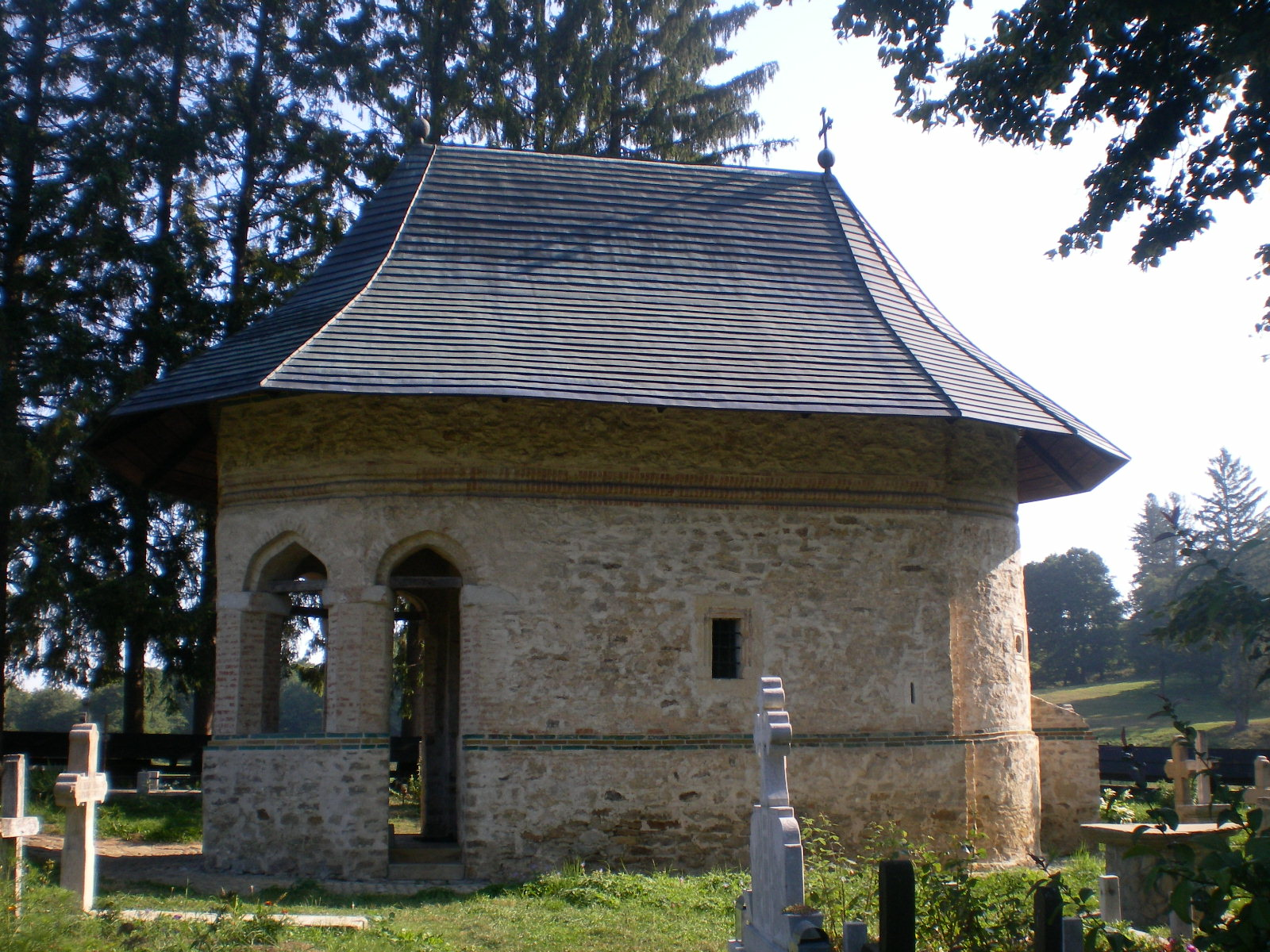
Драгомирна лікарня, 1602 р. перше заснування Анастасієм Кримкою
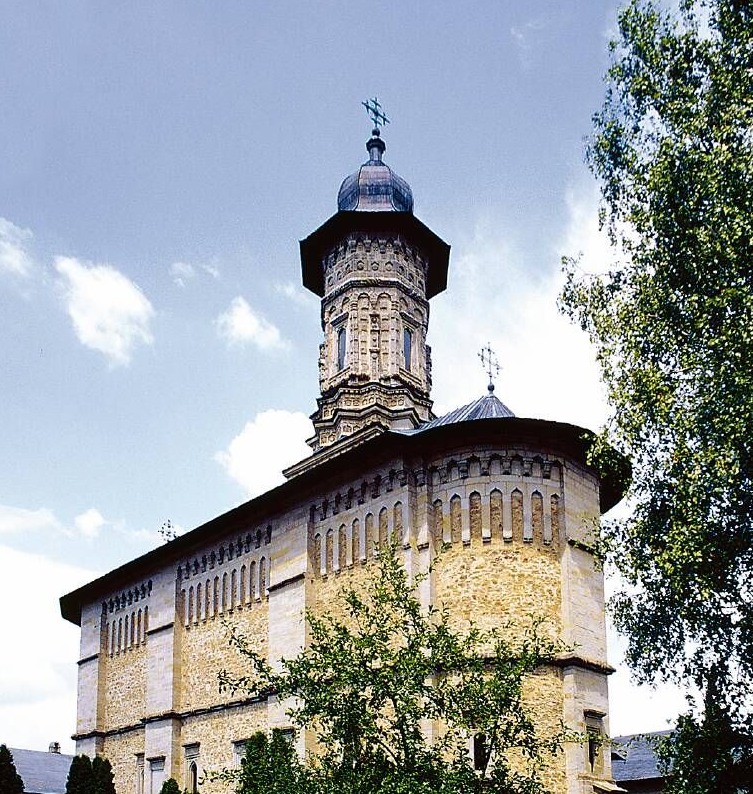
Церква монастиря Драгомирна, фундація Анастасія Кримки